# Irving King Jordan
Irving King Jordan est le premier président sourd de l'université Gallaudet à Washington de 1988 à 2006.

## Biographie
Irving King Jordan est né entendant le 16 juin 1943 à Glen Riddle, une petite ville à côté de Philadelphie dans le Comté de Delaware en Pennsylvanie. Ses parents sont les simples ouvriers. Il s'engage dans l'US Navy pendant quatre ans. Irving est devenu sourd à l'âge de 21 ans, après avoir conduit une moto sans casque, où il fut jeté dans le pare-brise d'une voiture et il a subi deux fractures du crâne, une fracture de la mâchoire et une commotion cérébrale, coupant complètement les nerfs d'une oreille et endommageant gravement les nerfs de l'autre[réf. souhaitée].
Irving a étudié à l'université Gallaudet. Ensuite, il a étudié à l'université du Tennessee pour une maîtrise puis a obtenu son doctorat en psychologie. En 1973, il est retourné à l’université Gallaudet pour enseigner la psychologie.
En 1986, il occupe le poste de doyen de l'ordre des Arts et des Sciences de l'université Gallaudet[pas clair].
Deux ans plus tard, la manifestation d'étudiants Deaf President Now demande que le conseil d'administration nomme un président sourds de l'université Gallaudet à la place de la personne choisie. La protestation conduit au blocage de l'université, et après une semaine de la grève, Irving est nommé le huitième président de l’université Gallaudet.
Jordan a 11 diplômes honorifiques et a reçu la Médaille Presidential Citizen Medal.

### Président de l'université Gallaudet
Irving est élu président  de l'université Gallaudet le 13 mars 1988, grâce au mouvement Deaf President Now[réf. souhaitée]. Il est le premier président sourd et le huitième président de l'université Gallaudet. Le 1er septembre 2005, Irving annonce ses intentions de se retirer de la présidence du 31 décembre 2006[réf. souhaitée].

## Vie privée
Jordan et son épouse, Linda, vivent à West River, dans le Maryland. Ils ont deux enfants et deux petits-enfants.

## Citation
Lors de la première conférence de presse après l'élu au poste de président de l'université Gallaudet en 1988, Irving répond d'une question d'un journaliste: « Les personnes sourdes peuvent faire quoi que ce soit, sauf entendre. »

## Filmographie
- 2025 : Deaf President Now! de Nyle DiMarco et Davis Guggenheim : lui-même

## Distinctions et récompenses
- Prix Edward Miner Gallaudet Award par l'université Gallaudet en 2006[2]